# Liên hoan phim ba châu lục
Liên hoan phim 3 châu lục là một liên hoan phim được tổ chức hàng năm tại thành phố Nantes, Pháp, từ năm 1979. Liên hoan phim này dành cho các phim của điện ảnh châu Á, châu Phi và châu Mỹ Latinh, do Philippe và Alain Jalladeau sáng lập.
Phần lớn các phim tham dự liên hoan này (trên 1.000 phim), chưa từng công chiếu ngoài nước của mình. Tuy nhiên Liên hoan này đã phát hiện một số tên tuổi trong làng điện ảnh, như Souleymane Cissé (người Mali), Vương Gia Vệ (người Hồng Kông), hoặc Abbas Kiarostami (người Iran).
Giải thưởng hàng đầu của Liên hoan phim này là Giải Khí cầu đốt lửa vàng ( Montgolfière d'or), tiếp theo là Giải Khí cầu đốt lửa bạc (Montgolfière d'argent), "Giải cho nam/nữ diễn viên xuất sắc" và Giải của thành phố Nantes cho đạo diễn xuất sắc nhất. Kết hợp với liên hoan này là dự án "Produire au Sud" (Sản xuất ở miền nam), một dự án tài trợ cho việc sản xuất phim độc lập ở châu Á, châu Phi và châu Mỹ la tinh.